# Norbert Van Broekhoven
Norbert Van Broekhoven (Balen, 30 september 1946 – Hasselt, 2 januari 2014) was een Belgisch ondernemer en bestuurder.

## Biografie
Norbert Van Broekhoven was zaakvoerder van het familiebedrijf Groep Van Broekhoven in Heusden-Zolder.
Hij was sinds de oprichting na de fusie in 1995 voorzitter van de Katholieke Hogeschool Limburg. Vanaf 2001 was hij tevens voorzitter van het Vlaams Verbond van Katholieke Hogescholen en vanaf 2012 voorzitter van de Katholieke Hogeschool Leuven. Zowel bij de fusie van de Limburgse hogescholen in de jaren 1980 als bij de personele unie van de bestuursraden van KHLIM en KHLeuven in 2012 speelde hij een belangrijke rol in de respectievelijke voorafgaande processen. Hij was ook lid van de inrichtende overheid van de Katholieke Universiteit Leuven. Hij zetelde ook in de raad van bestuur van Columbus Steel Group. Van 1994 tot 2006 was hij namens de Belgische overheid bestuurder van telecomgroep Belgacom.
Van 1988 tot 1997 was Van Broekhoven voorzitter van werkgeversorganisatie VKW Limburg. Van 1997 tot 2004 was hij voorzitter van het Vlaamse Verbond van Kristelijke Werkgevers en Kaderleden (VKW).
¨